# شهرستان جتیسو
شهرستان جتیسو (به قزاقی: Jetysu District) یک منطقهٔ مسکونی در قزاقستان است که در آلماتی واقع شده‌است.